# Gusta Goldschmidt
Augusta Regina (Gusta, ook Guusje) Goldschmidt (Amsterdam, 2 februari 1913 – aldaar, 31 oktober 2005) was een van de bekendste Europese luitpioniers.

## Biografie
Gusta was de dochter van Maurits Isaac Goldschmidt, een handelaar in koffie en thee, en Adèle Koppel. In haar jeugd kreeg Gusta vioolles maar ze stapte al snel over op piano. Op haar zeventiende ging ze voor haar opleiding naar Frankfurt, maar het opkomende nazisme deed haar in 1933 naar Parijs verhuizen. Ze studeerde van 1933 tot 1938 klavecimbel bij Wanda Landowska en daar leerde ze de fluitspeler Everard van Royen kennen. Ze vormden een duo en brachten recitals van baroksonates. Everard en Gusta trouwden op 12 juni 1940. Zij kwamen in het verzet terecht. Gusta was Joods maar was door haar huwelijk met Everard aanvankelijk gevrijwaard van deportatie. Hun woning aan de Murillostraat 2 in Amsterdam bood regelmatig plaats aan Joodse onderduikers als overgang naar een adres in de provincie. In 1943 werden Gusta en Everard vastgezet in Kamp Vught. In juni 1944 werden de Joodse geïnterneerden van Kamp Vught op transport naar Kamp Westerbork gezet waar Gusta tot het eind van de oorlog bleef.
Na de bevrijding werd ze lid van het door Everard opgerichte  gezelschap Alma Musica dat weinig bekend werk uit de 17de en 18de eeuw ten gehore ging brengen. Het gezelschap trad door heel Europa op. Gusta en Everard scheidden in 1954 maar ze bleef tot het einde van Alma Musica in 1964 bij het gezelschap spelen. Aan het eind van de jaren vijftig ontwikkelde ze belangstelling voor de luit en studeerde bij Diana Poulton, Walter Gerwig, Emilio Pujol en Eugen Dombois. Ze werd de eerste luitdocent aan het Amsterdamse Muzieklyceum. Ze gaf ook les aan de Engelse Lute Society en ws betrokken bij uitvoeringen van het Leonhardt Consort, het Concerto Amsterdam, Syntagma Musicum, Studio Laren en het Concentus Musicus Wien. 
Na haar pensionering arrangeerde zij Bachs vioolsonates en partita's voor luit. De laatste jaren van haar leven keerde zij vanwege een blessure aan haar duim terug naar de piano. Ze stierf, tweeënnegentig jaar oud, achter de fortepiano. 
Het Orpheus Instituut beheert het archief van Gusta Goldschmidt.
- Gemeinsame Normdatei: 134589998
- MusicBrainz: c35f6830-37f0-4b8a-ae3c-6fc6ac2c658f
- Virtual International Authority File: 79685355
- WorldCat: E39PCjFGyKfqhTRVykVjbbY8wd